# II Всероссийский съезд Советов рабочих и солдатских депутатов
II Всеросси́йский съезд Сове́тов рабо́чих и солда́тских депута́тов состоялся 25—27 октября (7—9 ноября) 1917 года, Смольный, Петроград. Был созван под давлением большевиков на ВЦИК I Съезда Советов рабочих и солдатских депутатов.

## Предыстория
В течение осени 1917 года РСДРП(б) развернула деятельность по завоеванию большинства в Советах, в первую очередь в Петрограде и Москве.
17 сентября председателем Президиума Моссовета избран большевик В. П. Ногин, 7 (20) сентября председателем Петросовета избран Л. Д. Троцкий. Большевики занимают до 90 % мест в Петросовете и до 60 % в Моссовете.
Уже с конца сентября 1917 года большевики принимают курс на завоевание большинства и во всероссийских советских органах, для чего требовалось получение большинства на соответствующих съездах Советов.
Решение о проведении II Всероссийского съезда Советов рабочих и солдатских депутатов в сентябре было принято ещё I съездом, но ВЦИК саботировал его собрание, не желая уступать власть усилившимся большевикам. В конце сентября исполком большевизированного Петросовета разослал в 69 местных Советов и армейских солдатских комитетов запрос об отношении к созыву II Съезда. Эта идея была встречена эсерами и меньшевиками враждебно. Из 69 запрошенных органов положительно ответили лишь 8. Особенно резкой была реакция эсеро-меньшевистских армейских комитетов, признавших созыв Съезда «несвоевременным».
Большевизация Советов проходила на фоне обострявшейся политической и военной обстановки: Временное правительство после долгих проволочек наконец назначило выборы в Учредительное собрание на 12 ноября, а его первое заседание — на 28 ноября.
Ситуация на фронте в этот период также сильно ухудшилась: 3 (16) октября был отдан приказ об эвакуации Ревеля, 8 (21) октября немцы овладели Моонзундскими островами, создав угрозу непосредственно Петрограду.
Генеральной репетицией II Съезда для большевиков стал организованный ими в октябре I Съезд Советов Северной области, львиную долю делегатов которого составили представители значительно большевизированных к тому времени Петрограда и Балтийского флота.
Как утверждал Ричард Пайпс, этот Съезд был созван с рядом нарушений непризнанным Областным комитетом армии, флота и рабочих Финляндии (ОКАФРФ). В числе делегатов оказались даже представители Московской губернии, в Северную область не входившей.
В составе Съезда резко преобладали большевики и левые эсеры. По его итогам был избран большевистско-левоэсеровский Северный областной комитет, с 16 октября начавший работу по созыву II Съезда.
Вся эта деятельность большевиков никак не была согласована со старыми советскими органами, большинство в которых оставалось эсеро-меньшевистским (ВЦИК I Съезда Советов рабочих и солдатских депутатов, ВЦИК I Съезда Советов крестьянских депутатов), армейскими комитетами, Центрофлотом.
19 октября официальная советская газета «Известия» отметила, что

Никакой другой комитет [кроме ВЦИК] не уполномочен и не имеет права брать на себя инициативы созывать съезд. Тем менее имеет на то право Северный областной съезд, созванный с нарушением всех правил, установленных для областных съездов и представляющий случайно и произвольно подобранные Советы.

Тем не менее, ВЦИК всё же согласился на созыв съезда, добившись лишь его переноса с 20 на 25 октября.
Некоторые публицисты ошибочно делают вывод о том, что II съезд Советов являлся частным совещанием партии большевиков, приводя заявление ВЦИКа о нелегитимности съезда, сделанное после его открытия. На самом же деле организацией II съезда занимался именно ВЦИК, который к этому принудили большевики через Петросовет.
Подготовка съезда стала поводом для разногласий между Лениным и Троцким.
В то время как Ленин требовал начинать вооружённое восстание, не дожидаясь съезда, Троцкому удалось убедить большинство ЦК отсрочить восстание до начала его созыва. По мнению Ричарда Пайпса, такая стратегия оказалась «более реалистичной»: установление власти большевиков было «замаскировано» как захват власти внепартийными Советами.
По описанию самого Троцкого,

…Мы называем это восстание «легальным» — в том смысле, что оно выросло из «нормальных» условий двоевластия. И при господстве соглашателей в Петроградском Совете бывало не раз, что Совет проверял или исправлял решения правительства.
Это как бы входило в конституцию того режима, который вошёл в историю под названием керенщины. Придя в Петроградском Совете к власти, мы, большевики, только продолжили и углубили методы двоевластия. Мы взяли на себя проверку приказа о выводе гарнизона. Этим самым мы прикрыли традициями и приёмами легального двоевластия фактическое восстание петроградского гарнизона. 
…Если соглашатели ловили нас на советскую легальность через Предпарламент, вышедший из Советов, то и мы ловили их на ту же советскую легальность — через Второй Съезд Советов… Для того, чтобы … маневр оказался победоносным, нужно было стечение совершенно исключительных обстоятельств, больших и малых. Прежде всего нужна была армия, не желавшая более сражаться. Весь ход революции, особенно в первый её период, с февраля по октябрь включительно, — об этом мы уже говорили, — выглядел бы совершенно иначе, если бы у нас не было к моменту революции разбитой и недовольной многомиллионной крестьянской армии… можно сказать с уверенностью, что в таком виде этот опыт никогда и нигде не повторится. Но тщательное изучение его необходимо.

## Хроника съезда

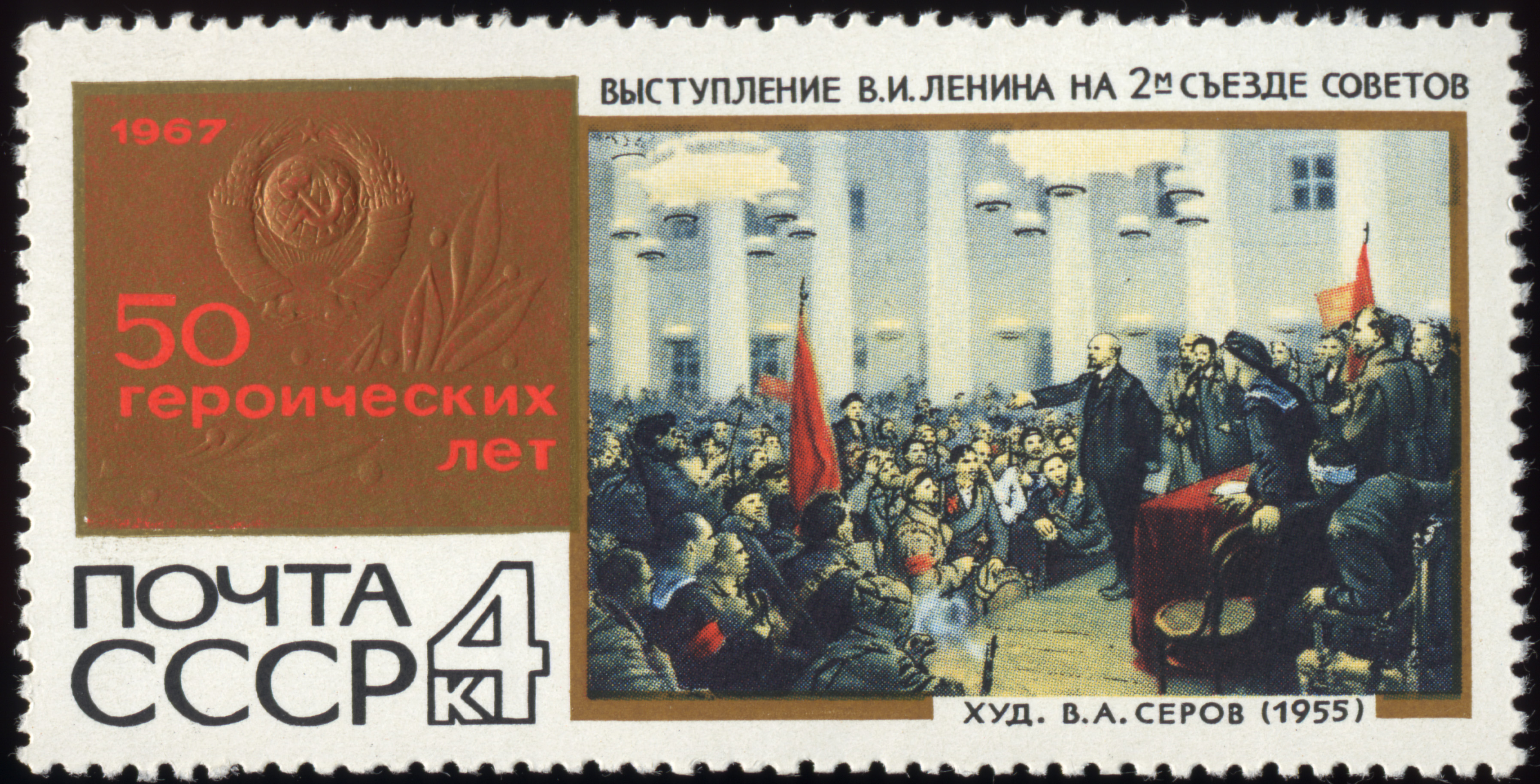
Выступление В. И. Ленина на 2-м съезде Советов. Художник В. А. Серов, 1955 год.
Марка, Советский Союз. 50 героических лет. (Номинал: 4 копейки, 1967.)

Съезд провел два заседания:
Первое заседание съезда с 22:45 25 октября до 6:00 26 октября:
Съезд открыл меньшевик Ф. Дан 25 октября (7 ноября) в 22:45, в разгар начавшегося в Петрограде вооружённого восстания; в нём приняли участие многие делегаты, прибывшие с мест.
Накануне Октябрьской революции действовало 1429 Советов рабочих, солдатских и крестьянских депутатов. На съезде было представлено всего 402 Совета из 1429 Советов России: из них 195 объединённых Советов рабочих и солдатских депутатов, 119 Советов рабочих и солдатских депутатов с участием крестьянских депутатов, 46 Советов рабочих депутатов, 22 Совета солдатских и матросских депутатов, 19 Советов крестьянских депутатов и 1 Совет казачьих депутатов.
По данным бюро всех фракций, к открытию съезда насчитывалось 649 делегатов, из них: 390 большевиков, 160 эсеров, 72 меньшевика, 14 объединённых интернационалистов, 6 меньшевиков-интернационалистов, 7 украинских социалистов. К концу съезда, после ухода правых социалистов и с прибытием новых делегатов, насчитывалось 625 человек, из них: 390 большевиков, 179 левых эсеров, 35 объединённых интернационалистов, 21 украинский социалист. Таким образом, большевистско-левоэсеровская коалиция получила на нём около 90% голосов. По другим данным, на съезд прибыло 739 депутатов, в том числе 338 большевиков, 211 правых и левых эсеров, 69 меньшевиков. На момент открытия съезда большевики уже контролировали весь Петроград, но Зимний дворец ещё не был взят. В 1830 защитникам Зимнего дворца был предъявлен ультиматум под угрозой обстрела с крейсера «Аврора» и Петропавловской крепости. «Аврора» произвела один холостой выстрел в 2100, в 2300 был проведён неприцельный обстрел с Петропавловской крепости. Ночью большинство защитников дворца разошлись, и он был занят революционными солдатами и матросами, которые попытались совершить самосуд над свергнутыми министрами, потребовав «приколоть их». В 210 ночи арестованные В. А. Антоновым-Овсеенко министры Временного правительства были доставлены в Петропавловскую крепость. По дороге, в районе Троицкого моста, окружившая министров толпа потребовала «отрубить им головы, и бросить в Неву», однако конвой препроводил арестованных до места.
Первое заседание делится на две части:
— до избрания президиума Съезда — состоит из протестных выступлений умеренных социалистических партий против восстания большевиков;
— после избрания президиума Съезда из большевиков и левых эсеров и ухода со Съезда представителей меньшевиков, правых эсеров и представителей Бунда руководство Съездом переходит к большевикам.
Открытие заседания съезда сопровождалось ожесточённой политической борьбой, в которой сторону большевиков представлял Троцкий как самый способный оратор. Крестьянские советы и все солдатские комитеты уровня армий отказались участвовать в деятельности съезда. Меньшевики и эсеры осудили выступление большевиков как «незаконный переворот». Оппоненты большевиков обвинили их в многочисленных махинациях при подборе делегатов съезда. 25 октября старый состав ВЦИК также осудил большевиков, заявив, что

Центральный исполнительный комитет считает II съезд несостоявшимся и рассматривает его как частное совещание делегатов-большевиков. Решения этого съезда, как незаконные, Центральный исполнительный комитет объявляет необязательными для местных Советов и всех армейских комитетов. Центральный исполнительный комитет призывает Советы и армейские организации сплотиться вокруг него для защиты революции. Центральный исполнительный комитет созовёт новый съезд Советов, как только создадутся условия для правильного его созыва.
ЦК меньшевистской партии осудил Октябрьское выступление, назвав его «захват власти большевиками путём военного заговора насилием над волей демократии и узурпацией прав народа». Меньшевик Мартов констатирует двусмысленность положения, в котором оказалась его партия: с одной стороны, «власть, созданная методом вооружённого солдатского восстания, власть одной партии не может быть признана страной и демократией», с другой «если большевики будут побеждены силой оружия, то победитель явится третьей силой, которая раздавит всех нас». По выражению Мартова, большевики демонстрируют «аракчеевское понимание социализма, и пугачёвское понимание классовой борьбы». Меньшевик Либер на экстренном съезде меньшевиков 30 ноября заявляет, что «если же мы взяли бы власть, нас штурмовали бы и справа, и слева, и удержать власть можно было бы лишь методами большевиков. И так как мы не авантюристы, нам пришлось бы оставить власть».

Столь же резкой была и реакция эсеров. Так, центральный печатный орган партии эсеров, газета «Дело народа», осудила большевистское выступление, заявив, что «наш долг — разоблачить этих предателей рабочего класса. Наш долг — мобилизовать все силы и встать на защиту дела революции».

Предпарламент в своём последнем обращении назвал новую власть «врагом народа и революции» и осудил арест большевиками в числе министров Временного правительства также и министров-социалистов.
Во время заседания до делегатов доносился грохот артиллерии; по свидетельству очевидцев, меньшевик Мартов вздрогнул, и объявил: «Гражданская война началась, товарищи! Первым нашим вопросом должно быть мирное разрешение кризиса… вопрос о власти решается путём военного заговора, организованного одной из революционных партий…».
После избрания президиума съезда из большевиков и левых эсеров ряд умеренных социалистических партий (меньшевики, правые эсеры, делегаты Бунда) в знак протеста против произошедшего восстания большевиков покинули Съезд и бойкотировали его работу. Они перешли в Городскую думу Петрограда и образовали «Комитет спасения родины и революции» (действовал до 29 октября).
В свою очередь, Троцкий на первом заседании II съезда заявил, что «восстание народных масс не нуждается в оправдании; то, что произошло, это не заговор, а восстание. Мы закаляли революционную энергию петроградских рабочих и солдат, мы открыто ковали волю масс на восстание, а не на заговор», и назвал уход со съезда меньшевиков и эсеров «преступной попыткой сорвать полномочное всероссийское представительство рабочих и солдатских масс в тот момент, когда авангард этих масс с оружием в руках защищает Съезд и революцию от натиска контрреволюции».
С 2:40 до 3:10 26 октября в первом заседании съезда был перерыв.
В 3:10 ночи Каменев объявляет о падении Зимнего дворца и аресте министров Временного правительства. После этого съезд принимает обращение «К рабочим, солдатам и крестьянам», в котором сообщалось, что «Временное правительство низложено»; «…Съезд берет власть в свои руки»; «Съезд постановляет: вся власть на местах переходит к Советам рабочих, солдатских и крестьянских депутатов…»
По иронии судьбы, именно Л. Б. Каменеву, незадолго до того выступавшему против восстания, пришлось сообщать съезду Советов о его победе. На заседании ЦК РСДРП(б) Каменев замечает, что «ну что же, если сделали глупость и взяли власть, то надо составлять министерство».
26 октября в 6 утра съезд закрывает первое заседание.
Второе заседание съезда с 21:00 26 октября до 5:15 27 октября:
На втором заседании Ленин, встреченный бурными аплодисментами, зачитывает съезду декреты о мире и о земле. Далее Ленин предлагает Съезду распустить старый состав ВЦИК, выбрав вместо него новый состав ВЦИК и сформировать временное рабоче-крестьянское правительство — Совет Народных Комиссаров.
Съезд принимает (около 22:30 26 октября) Декрет о мире, в нём содержится обращение ко всем воюющим народам и их правительствам с призывом «немедленно заключить перемирие», «немедленно начать переговоры о справедливом демократическом мире» без аннексий и контрибуций.
Съезд принимает Декрет о земле (в 2 часа 27 октября), который содержит решение:
— о национализации всей земли и «обращение её во всенародное достояние»;
— конфискации помещичьих имений и передачи их в распоряжение земельных комитетов и уездных советов крестьянских депутатов;
— передачи земли в пользование крестьянам на принципах уравнительности (по трудовой или потребительской норме);
— наемный труд не допускается.
Согласно воспоминаниям Троцкого, автором термина «народный комиссар» являлся именно он; впоследствии это авторство было приписано Антонову-Овсеенко. На заседании ЦК большевиков утром 26 октября, первом после захвата власти, собрались Ленин В. И., Троцкий Л. Д., Сталин И. В., Смилга И. Т., Милютин В. П., Зиновьев Г. Е., Каменев Л. Б., Берзин Я. А. По воспоминаниям Троцкого,

Власть в Петербурге завоёвана. Надо формировать правительство.
— Как назвать его? — рассуждал вслух Ленин. — Только не министрами: это гнусное, истрёпанное название.
— Можно бы — комиссарами, — предложил я, — но только теперь слишком много комиссаров. Может быть, верховные комиссары?.. Нет, «верховные» звучит плохо. Нельзя ли «народные»?
— Народные комиссары? Что ж, это, пожалуй, подойдет. А правительство в целом?
— Совет Народных Комиссаров?
— Совет Народных Комиссаров, — подхватил Ленин, — это превосходно: пахнет революцией. 
II Съезд Советов учредил и сформировал временное рабочее и крестьянское правительство — Совет Народных Комиссаров во главе с В. И. Лениным, в состав которого из-за отказа левых эсеров вошли только большевики. Наркомом по иностранным делам стал Троцкий, председателем по делам национальностей — Сталин. Из-за давления исполкома железнодорожного профсоюза Викжеля пост народного комиссара по железнодорожным делам временно остался незамещенным.
На втором заседании II Съезда Советов левый эсер Камков объявил, что фракция левых эсеров не собирается покидать съезд вслед за меньшевиками и правыми эсерами, однако отметил, что «крестьянство не с большевиками, а крестьянство — это пехота революции, без которой революция должна погибнуть».
Согласно изданному Съездом Декрету «Об учреждении Совета Народных Комиссаров», Совнарком образовывался до созыва Учредительного собрания, декларировалась подотчётность правительства Съезду Советов и его постоянному органу — ВЦИК.
Среди 101 членов нового ЦИК (чаще именуется ВЦИК) было 62 большевика и 29 левых эсеров, 6 объединённых социал-демократов интернационалистов, 3 украинских социалиста и 1 эсер-максималист. Председателем ВЦИК стал Л. Б. Каменев. 27 октября (9 ноября) Съезд выпустил обращение к местным Советам с призывом «сплотиться вокруг нового состава ВЦИК», полномочия комиссаров прежнего (эсеро-меньшевистского) состава ВЦИК в армии и на местах объявлялись прекращёнными.
27 октября в 5:15 закончилось второе заседание и завершил работу II Всероссийский съезд советов рабочих и солдатских депутатов.

27 октября (9 ноября) 1917 года все арестованные министры-социалисты Временного правительства были отпущены под честное слово. Некоторые из освобождённых вскоре занялись антибольшевистской деятельностью; так, министр продовольствия С. Н. Прокопович был освобождён ещё 25 октября, однако немедленно вступил в антибольшевистский Комитет спасения Родины и революции и стал одним из основных организаторов демонстрации протеста гласных (депутатов) Петроградской городской думы.

## Состав Президиума Съезда[11]
Процент делегатов на съезде
 Большевики (60 %) Левые эсеры (15,4 %) Меньшевики (11,09 %) Эсеры (9,2 %) Меньшевики-интернационалисты (0,9 %)
Председатель Президиума Съезда - большевик Каменев Л.Б.
- 14 большевиков — Антонов-Овсеенко В. А., Зиновьев Г. Е., Каменев Л. Б., Коллонтай А. М., Крыленко Н. В., Ленин В. И. (на 1-м заседании отсутствовал), Луначарский А. В., Муранов М. К., Ногин В. П., Рыков А. И., Рязанов Д. Б., Склянский Э. М., Стучка П. И., Троцкий Л. Д.
- 7 левых эсеров — Балтекаклис-Гутман М. Л., Закс Г. Д., Камков Б. Д., Карелин В. А., Каховская И. К., Мстиславский С. Д., Спиридонова М. А. (заочно),
- 1 украинский социалист — Кулиниченко П. И.

## Оценки
II Съезд Советов рабочих и солдатских депутатов был вторым важнейшим, после вооруженного восстания, событием Октябрьской революции 1917 г. в России.
Съезд фактически решил задачи, стоящие перед Учредительным собранием в вопросе о выборе формы власти в стране. Съездом был сформирован новый состав ВЦИК и первый состав Совнаркома, выпущен ряд ключевых декретов (Декрет о мире, Декрет о земле, Декрет о полноте власти Советов, постановление об отмене смертной казни на фронте и др.)
Известный специалист по революции 1917 г. в России А. Е. Рабинович отмечает:

Сегодня очевидно, что главная цель, которую преследовал Ленин, настаивая на свержении Временного правительства до открытия съезда Советов, состояла в том, чтобы исключить любую возможность формирования на съезде социалистической коалиции, в которой умеренные социалисты играли бы значительную роль. Этот расчёт оказался верен.
Эсеро-меньшевистский бойкот Съезда фактически сделал первый состав нового правительства на 100 % большевистским. Современник Н. Н. Суханов в своей фундаментальной работе «Записки о революции» упомянул:

…Мы ушли, неизвестно куда и зачем, разорвав с Советом, смешав себя с элементами контрреволюции, дискредитировав и унизив себя в глазах масс, подорвав всё будущее своей организации и своих принципов. Этого мало: мы ушли, совершенно развязав руки большевикам, сделав их полными господами всего положения, уступив им целиком всю арену революции…Уходя со съезда, оставляя большевиков с одними левыми эсеровскими ребятами и слабой группкой новожизненцев, мы своими руками отдали большевикам монополию над Советом, над массами, над революцией. По собственной неразумной воле мы обеспечили победу всей линии Ленина…
Судя по всему, во время Октябрьской революции и сразу после неё установление однопартийной системы ещё не входило в планы большевиков. К осени 1917 года Ленину и Троцкому удалось сколотить широкую коалицию радикалов — большевиков, левых эсеров, анархистов, межрайонцев и внефракционных социал-демократов, в число которых входил и сам Троцкий. Левые эсеры приняли самое деятельное участие в революции, активно поддержав большевиков в том числе на Съезде Советов Северной области, на II Всероссийском Съезде Советов рабочих и солдатских депутатов, на Крестьянском Съезде; в состав же Петроградского ВРК входили, помимо большевиков и левых эсеров, также и анархисты.
Если первый послеоктябрьский состав Совнаркома был большевистским (с декабря 1917 года — большевистско-левоэсеровским), то избранный Съездом Советов ВЦИК («советский парламент») имел более пёстрый партийный состав. Хотя большевики и левые эсеры заранее обеспечили себе большинство, во ВЦИК были представлены близкая к большевикам фракция меньшевиков-интернационалистов, также украинские социалисты, имелся один представитель радикальной фракции эсеров-максималистов. Представители умеренных социалистов из-за своего бойкота в состав ВЦИК так и не вошли.
1 (14) ноября 1917 года ВЦИК принял резолюцию «Об условиях соглашения с другими партиями», в которой прямо указал, что считает «соглашение социалистических партий желательным». Условия подобного соглашения были выдвинуты следующие:

1. Признание программы Советского правительства, как она выражена в декретах о земле, мире и обоих проектах о рабочем контроле.
2. Признание необходимости беспощадной борьбы с контрреволюцией (Керенский, Корнилов и Каледин).
3. Признание Второго Всероссийского съезда единственным источником власти.
4. Правительство ответственно перед Центральным Исполнительным Комитетом.
5. Дополнение Центрального Исполнительного Комитета, кроме организаций, не входящих в состав Советов, представителями от непредставленных в нём Советов рабочих, солдатских и крестьянских депутатов; пропорциональное представительство покинувших съезд Советов рабочих и солдатских депутатов, Всероссийских профессиональных организаций, как то: Совета профессиональных союзов, Союза фабрично-заводских комитетов, Викжеля, Союза почтово-телеграфных рабочих и служащих, при условии и только после перевыборов Всероссийского Совета крестьянских депутатов и тех воинских организаций, которые не переизбирались за последние три месяца.

В советской историографии II Съезд Советов традиционно рассматривался, как легитимация новой власти («переход власти, захваченной восставшим народом, в руки Советов был оформлен и законодательно закреплён II Всероссийским съездом Советов рабочих и солдатских депутатов»). С другой стороны, в отличие от Учредительного собрания, на Съезде вообще никак не было представлено крестьянское большинство страны: II Всероссийский Съезд Советов крестьянских депутатов прошёл месяцем позднее и ознаменовался жёсткой борьбой большевистско-левоэсеровской коалиции с правыми эсерами.
Как подчёркивает Ричард Пайпс, суммарное представительство большевиков и левых эсеров на Съезде Советов рабочих и солдатских депутатов было искусственно завышено примерно вдвое. Кроме того, по мнению исследователя, без помощи левых эсеров, позиционировавших себя как крестьянская партия, большевики не смогли бы захватить контроль над Крестьянским съездом. Однако левые эсеры, вслед за умеренными социалистами, отказались войти в новое правительство.
15 ноября 1917 года произошло слияние ВЦИК рабоче-солдатского и ВЦИК крестьянского Съездов, после чего левые эсеры всё же согласились войти в Совнарком, составив с большевиками правительственную коалицию.

## Принятые документы
Документы Съезда (декреты, постановления и др.), которые были приняты на Съезде с датой и цитатами:
- Рабочим, солдатам и крестьянам! (принято на первом заседании в 5 час. утра 26 октября 1917; «немедленное перемирие на всех фронтах», «вся власть на местах переходит к Советам Рабочих, Солдатских и Крестьянских депутатов», «Да здравствует революция!»)
- Отмена смертной казни (принято на втором заседании в 9 час. вечера; «на фронте»)
- Всем губернским и уездным советам рабочих, крестьянских и солдатских депутатов (принято на втором заседании в 10-м часу вечера; «Вся власть отныне принадлежит советам», «все арестованные члены земельных комитетов освобождаются»)
- От Всероссийского Съезда Советов (принято на втором заседании в 10-м часу вечера; «меры для немедленного ареста Керенского»)
- Декрет о мире (принят на втором заседании в 11-м часу вечера)
- Декрет о земле (принят на втором заседании в 2 часа ночи с 26 на 27 октября)
- Резолюция о погромном движении (принята на втором заседании во 2-м часу ночи с 26 на 27 октября; о недопущении каких бы то ни было погромов)
- Совет народных комиссаров (принято на втором заседании в 5 час. утра 27 октября; «образовать для управления страной»)
- К фронту («Об образовании в армии революционных комитетов») (вероятно, распоряжение принято между первым и вторым заседаниями)
- Братья-казаки! (время не установлено; о союзе казаков с солдатами, рабочими и крестьянами всей России)
- Ко всем железнодорожникам (время не установлено; «меры к сохранению полного порядка на железных дорогах»)